# ليفينهوكيلة بلاندية
ليفينهوكيلة بلاندية (الاسم العلمي:Leeuwenhoekiella blandensis) هي نوع من البكتيريا تتبع جنس الليفينهوكيلة من فصيلة نظيرات الصيفرية.